# Антуан Ріссо
Джузеппе Антоніо Ріссо, також відомий як Антуан Ріссо (8 квітня 1777 — 25 серпня 1845) — французький натураліст.

## Біографія
Ріссо народився в Ніцці, Савойське герцогство. Навчався у Джованні Баттісти Балбіса. У віці дванадцять років став учнем аптекаря, а у віці 15 років він стає учнем в лабораторії фармацевтичної хімії, де пропрацював 7 років. Потім працював в лікарні Ніцци, згодом викладав ботаніку в імператорському ліцеї.

## Роди і види названі на честь нього
- Rissoa Freminville в Desmarest, 1814: рід черевоногих молюсків
- Rissoella Grey, 1847: рід черевоногих
- Electrona risso (Cocco, 1829): риба-ліхтар

## Внесок
Він назвав 549 родів і видів морських тварин. База IPNI вказує Ріссо як автора 81 ботанічного таксона. Його найвідомішими працями є «Ichthyologie de Nice» (1810), «Histoire naturelle de l'Europe méridionale» (1826) і «Histoire Naturelle des Orangers» (1818—1822).